# Haketjärnen, Västergötland
Haketjärnen är en sjö i Härryda kommun i Västergötland och ingår i Göta älvs huvudavrinningsområde. Sjön är 7,2 meter djup, har en yta på 0,395 kvadratkilometer och är belägen 98,8 meter över havet. Haketjärn ligger i Maderna-Haketjärn Natura 2000-område.

## Delavrinningsområde
Haketjärnen ingår i det delavrinningsområde (640424-128231) som SMHI kallar för Mynnar i Säveån. Medelhöjden är 113 meter över havet och ytan är 11,1 kvadratkilometer. Det finns ett avrinningsområde uppströms, och räknas det in blir den ackumulerade arean 15,84 kvadratkilometer. Vattendraget som avvattnar avrinningsområdet har biflödesordning 3, vilket innebär att vattnet flödar genom totalt 3 vattendrag innan det når havet efter 16 kilometer. Avrinningsområdet består mestadels av skog (57 procent) och sankmarker (12 procent). Avrinningsområdet har 0,39 kvadratkilometer vattenytor vilket ger det en sjöprocent på 3,5 procent. Bebyggelsen i området täcker en yta av 2,51 kvadratkilometer eller 23 procent av avrinningsområdet.